# Bedžemder
Bedžemder (engleski: Begemder, ili Gondar, Gonder po 
svom glavnom gradu Gondaru od početka 20. stoljeća) je povijesna pokrajina i kraljevstvo na sjeverozapadu Etiopije.
Postoji nekoliko teza o podrijetlu imena Bedžemder, jedna ide od predpostavke da je 
to izvedeno od složenice Bedža (nomadsko stočarsko pleme) i meder (zemlja), to bi dakle značilo Zemlja Bedža, u prilog tome ide i jedan zapis cara Ezane (4. stoljeće) iz Kraljevstva Aksum u kojem on navodi svoj pohod na Bedže ali u pokrajini  Matlija za koju se ni danas ne zna gdje se nalazila.
Druga teza polazi od toga da je ime izvedeno iz riječi badži na jeziku geez
ovca (amharski: bedž), iako povjesničar Charles Tilstone Beke 
sumnja u to jer se ovce nikad nisu napasale u tom kraju. Povjesničari Beckingham i Huntingford drže pak da se je ime Bedžemder, izvorno odnosilo na kraj istočno od Jezera Tana, koji je sušan i gdje se vodotoci gube u Danakilskoj pustinji. Na amharskom jeziku badža znači suša, po njima je to izvor imena."

## Povijest
Prvi pisani izvor u kojem se spominje Bedžemder je iz srednjovjekovne karte talijanskog fratra Maura (oko 1460.), u kojoj se Bedžemder navodi kao kraljevstvo. Drugi povijesni zapis je iz 1526.) u pismu etiopskog cara Lebne Dengela upućenom portugalskom kralju, u kojem on navodi Kraljevstvo Bedžemder, kao dio svoga carstva. Krajem 18. stoljeća sjedište Bedžemdara bio je grad Filakit Gereger, u kojem je stolovao i umro 1788. ras Ali
Nakon obnove Etiopskog Carstva 1942., pokrajina Semien pridodana je Bedžemderu.
Nakon usvajanja novog etiopskog ustava 1995. Bedžemder je podijeljen na zone po etničkom sastavu stanovništva, tako je jugozapadni dio postao Zona Metekel u regiji Benišangul-Gumuz, a ostatak je razdjeljen na zonu Zona Mirabavi u Regiji Tigraj i najveći dio koji je postao središte Regije Amhara.